# Ford Falcon (Stati Uniti d'America)
La Ford Falcon è un'autovettura prodotta dalla Ford dal 1960 al 1970. Fu costruita, oltre che negli Stati Uniti, anche in Australia, Argentina, Canada, Cile e Messico, in molte versioni (berlina, station wagon, coupé, convertibile, pick-up).

## Il contesto
Il progetto della Falcon nacque sul finire degli anni cinquanta, quando le Case automobilistiche statunitensi (Studebaker, American Motors, Chrysler, Ford e General Motors), le cui gamme erano sino ad allora concentrate su modelli di grosse dimensioni, decisero (sulla scia di alcune ricerche di mercato) di introdurre nuove automobili più compatte ed economiche da mantenere: nacquero così le varie Plymouth Valiant, Chevrolet Corvair, Studebaker Lark e AMC Rambler, alle quali la Ford rispose con la “Falcon”.

## Prima serie (1960-63)
Spinta da un 6 cilindri in linea di 2,4 litri che erogava 90 CV, la Falcon era, per gli Stati Uniti anni '60, una vettura compatta (in Europa, invece, sarebbe stata un'auto di medio-grosse dimensioni). Il telaio era monoscocca; le sospensioni all'anteriore erano con molloni, mentre al retrotreno erano a balestra. I freni erano a tamburo su tutte le ruote. Di serie il cambio era un 3 marce con comando manuale; in opzione si poteva avere l'automatico a 2 rapporti Ford-O-Matic.

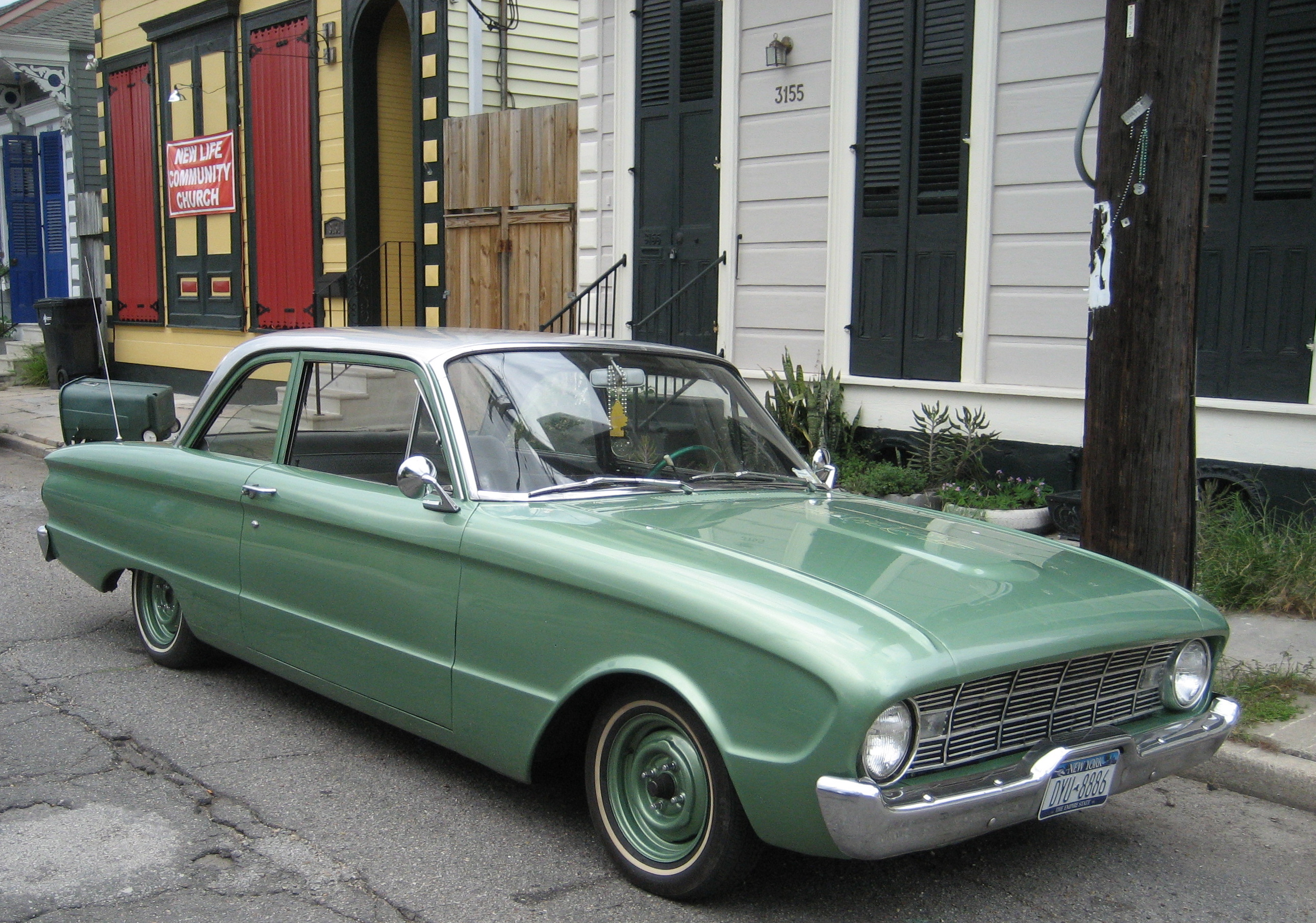
Una "Falcon" berlina del 1960

Al lancio, erano disponibili le versioni berlina, station wagon (entrambe disponibili a 2 o 4 porte) e il pick-up Ranchero. A metà 1960 fu lanciata anche una versione marcata Mercury della Falcon, la Comet. Negli stabilimenti canadesi Ford fu prodotta, per il solo ‘60, la Frontenac, versione con alcune modifiche estetiche della Falcon, la quale fu rimpiazzata l'anno successivo dalla Mercury Comet.
Nel 1961 fu reso disponibile un motore di 2,8 litri (101 CV), e vennero introdotte la Futura (versione meglio accessoriata della berlina 2 porte base) e la Sedan Delivery, destinata al trasporto merci. La Falcon riscosse un buon successo, grazie anche ai suoi ridotti consumi di carburante.
Il 1962 vide l'entrata in produzione della station wagon 4 porte in versione Squire con fiancate rivestite in finto legno, mentre le "Futura" avevano una dotazione arricchita (nuova strumentazione e cinture di sicurezza di serie). A metà anno fu leggermente ridisegnato il profilo del tetto, per farlo rassomigliare alle coeve Thunderbird, e fu reso disponibile un cambio manuale a 4 rapporti.
L'anno successivo si aggiunsero alla gamma la berlina 4 porte in versione "Futura" e i modelli station wagon e Ranchero in allestimento “De Luxe”; successivamente furono introdotte anche una coupé e una convertibile, oltre a un nuovo motore, un V8 di 4,3 litri e 164 CV.

## Seconda serie (1964-65)
La nuova versione della Falcon era più squadrata e moderna della precedente, per andare incontro ai gusti dei giovani. Sempre per soddisfare questa fascia di clientela, la Ford presentò qualche tempo dopo la Mustang, basata sulla meccanica della Falcon. Il nuovo modello della Casa di Dearborn fu un grande successo, facendo crollare le vendite della Falcon. Nel 1965 fu reso disponibile un nuovo cambio automatico a 3 marce.

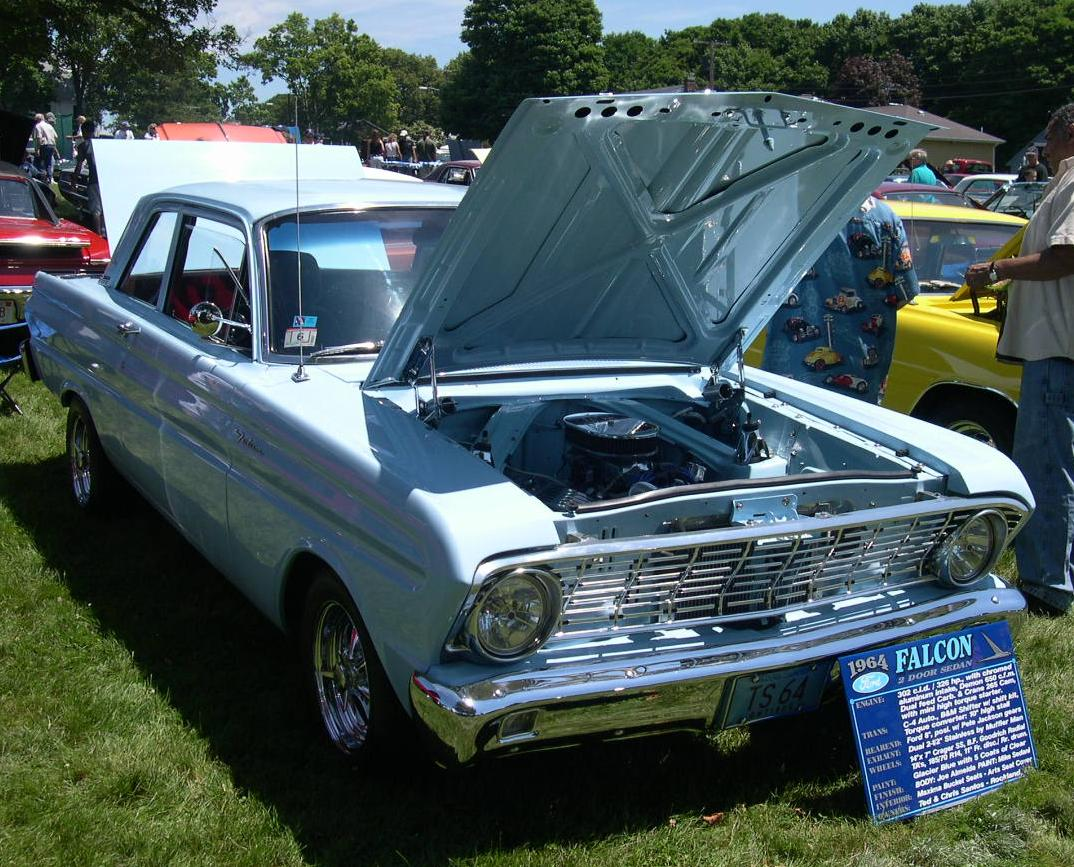
Una "Falcon 2-door Sedan" del 1964

## Terza serie (1966-70)
La Falcon fu nuovamente rivista esteticamente nel 1966, con un design ispirato a quello della Mustang. Il pianale derivava da quello della più grossa Fairlane. La gamma non prevedeva più le coupé e le convertibili, mentre il Ranchero adottava il frontale delle Fairlane.

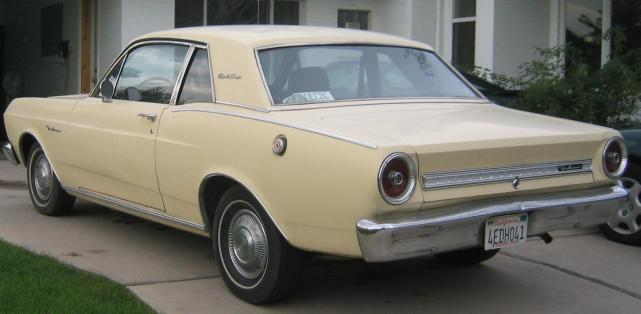
Una "Falcon 2-door Sports Coupé" del 1966

Il continuo calo delle vendite e l'impossibilità di adeguare la Falcon alle normative di sicurezza fecero cessare la produzione a fine 1969. Dal 1970 il nome "Falcon" fu utilizzato su una versione base della Torino, disponibile nelle versioni berlina 2/4 porte e station wagon 4 porte. Il modello fu rimpiazzato, a fine ‘70, dalla nuova Maverick.
Il nome "Falcon" sopravviverà solo in Australia e in Argentina, dove già dagli anni '60 le locali filiali della Ford avevano iniziato la produzione su licenza della compatta americana: le Falcon australiane sono tuttora prodotte (sebbene siano profondamente diverse dall'originale), mentre le Falcon argentine sono rimaste in catalogo, quasi immutate esteticamente rispetto all'originale, sino al 1991.

## Attività sportiva
Nel 1963 una Falcon venne preparata per la partecipazione al campionato statunitense Trans-Am. Pilotata da Jim Taylor e  John Walker, la vettura montava un propulsore HiPo V8 da 485 cv di potenza abbinato a due carburatori Holley 415 e gestito da un cambio manuale a quattro rapporti Falcon Sprint Toploader. L'impianto frenante era costituito da due freni a disco nella sezione anteriore e da due freni a tamburo in quella posteriore.